# Lysmata californica
Lysmata californica är en kräftdjursart som först beskrevs av William Stimpson 1866.  Lysmata californica ingår i släktet Lysmata och familjen Hippolytidae. Inga underarter finns listade i Catalogue of Life.